# ジョン・フィッツギボン (第2代クレア伯爵)

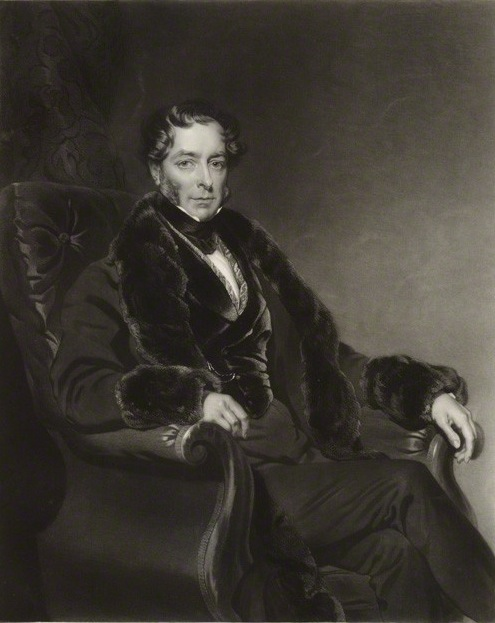
第2代クレア伯爵

第2代クレア伯爵ジョン・フィッツギボン（英語: John FitzGibbon, 2nd Earl of Clare KP GCH PC、1792年6月10日 ダブリン – 1851年8月18日 ブライトン）は、イギリスの貴族、政治家。1831年から1835年までボンベイ総督を務めた。

## 生涯
初代クレア伯爵ジョン・フィッツギボンと妻アン（Anne、旧姓ウェーリー（Whaley）、1844年1月13日没、リチャード・チャペル・ウェーリーの娘）の息子として、1792年6月10日にダブリンで生まれた。1802年1月28日に父が死去すると、クレア伯爵位を継承した。ハーロー校で教育を受け、同校で詩人の第6代バイロン男爵ジョージ・ゴードン・バイロンと知り合って友人になり、バイロンはChildish Recollections（1806年）でクレア伯爵を登場させた。1810年2月1日にオックスフォード大学クライスト・チャーチに入学、1812年にB.A.の学位を、1819年にM.A.の学位を修得した。
1830年8月25日、枢密顧問官に任命された。1831年3月21日から1835年までボンベイ総督を務めた。1835年にロイヤル・ゲルフ勲章ナイト・グランド・クロスを、1845年9月17日に聖パトリック勲章を授与された。1848年9月13日にリメリック統監に任命され、1851年に死去するまで務めた。1850年8月31日にはリメリック県首席治安判事も兼任した。
貴族院では保守党に所属した。1820年にジョージ4世妃キャロライン・オブ・ブランズウィックへの痛みと罰法案に反対票を投じた。穀物法廃止（1846年）をめぐり、首相の第2代準男爵サー・ロバート・ピールに追随して廃止に賛成した。
1851年8月18日にブライトンで死去、弟リチャード・ホバートが爵位を継承した。

## 家族
1826年4月14日、リッチモンドでエリザベス・ジュリア・ジョージアナ・バレル（Elizabeth Julia Georgiana Burrell、1793年3月25日 – 1879年4月30日、初代グウィディア男爵ピーター・バレルと第21代ウィラビー・デ・エアズビー女男爵プリシラ・バーティーの娘）と結婚したが、2人の間に子供はいなかった。2人は1829年までに別居した。